# فرودگاه گوس (آتر کریک)
فرودگاه گوس (آتر کریک) (به انگلیسی: Goose (Otter Creek) Water Aerodrome) یک فرودگاه همگانی است که یک باند فرود آب دارد. این فرودگاه در کشور کانادا قرار دارد و در ارتفاع ۰ متری از سطح دریا واقع شده‌است.